# Maciej Falkowski (politolog)
Maciej Marek Falkowski (ur. 27 grudnia 1978) – polski politolog, reportażysta, dyplomata i podróżnik.

## Życiorys
Ukończył studia w Instytucie Stosunków Międzynarodowych oraz w Studium Europy Wschodniej Uniwersytetu Warszawskiego. Od 2008 doktorant na Wydziale Orientalistycznym UW.
W latach 2002–2010 pracował w Ośrodku Studiów Wschodnich, najpierw w Dziale Rosyjskim, a następnie w Zespole Kaukazu i Azji Centralnej. Zajmował się analizowaniem sytuacji politycznej, społecznej i ekonomicznej w regionie Kaukazu Północnego, Południowego oraz w Azji Centralnej. Specjalizował się w tematyce islamu na obszarze postradzieckim. Od 2010 był sekretarzem ds. politycznych w Ambasadzie RP w Erywaniu. W latach 2013–2017 ponownie ekspert w OSW. Od marca 2017 do września 2019 zajmował stanowisko prezesa zarządu Fundacji Solidarności Międzynarodowej zastępując Krzysztofa Stanowskiego. Powrócił do OSW na stanowisko kierownika Zespołu Środkowoeuropejskiego. W 2021 rozpoczął pracę na stanowisku naczelnika Wydziału Dwustronnej Współpracy Gospodarczej II w Departamencie Handlu i Współpracy Międzynarodowej Ministerstwa Rozwoju i Technologii, awansując następnie na zastępcę dyrektora.
Współpracował z mediami polskimi i zagranicznymi jako ekspert ds. sytuacji na Kaukazie i w Azji Centralnej. Publikował m.in. w „Tygodniku Powszechnym” i w „Nowej Europie Wschodniej” oraz w periodykach specjalistycznych. Był współzałożycielem Fundacji Kaukaz.net.

## Publikacje
- Matrioszka w hidżabie. Reportaże z Dagestanu i Czeczeni, Warszawa 2010 (wspólnie z Iwoną Kaliszewską), ISBN 978-83-61967-08-8.
- Armenia. Obieg zamknięty, 2022, ISBN 978-83-8191-392-8.
- Ślachta. Historie z mazowiecko-podlaskiego pogranicza, 2024, ISBN 978-83-8191-874-9

Tłumaczenia.
- Ahmed Rashid, Dżihad. Narodziny wojującego islamu w Azji Środkowej, Warszawa 2003 (tłum., wspólnie z Andreą Falkowską), ISBN 83-88938-30-4.